# Chapitel madrileño

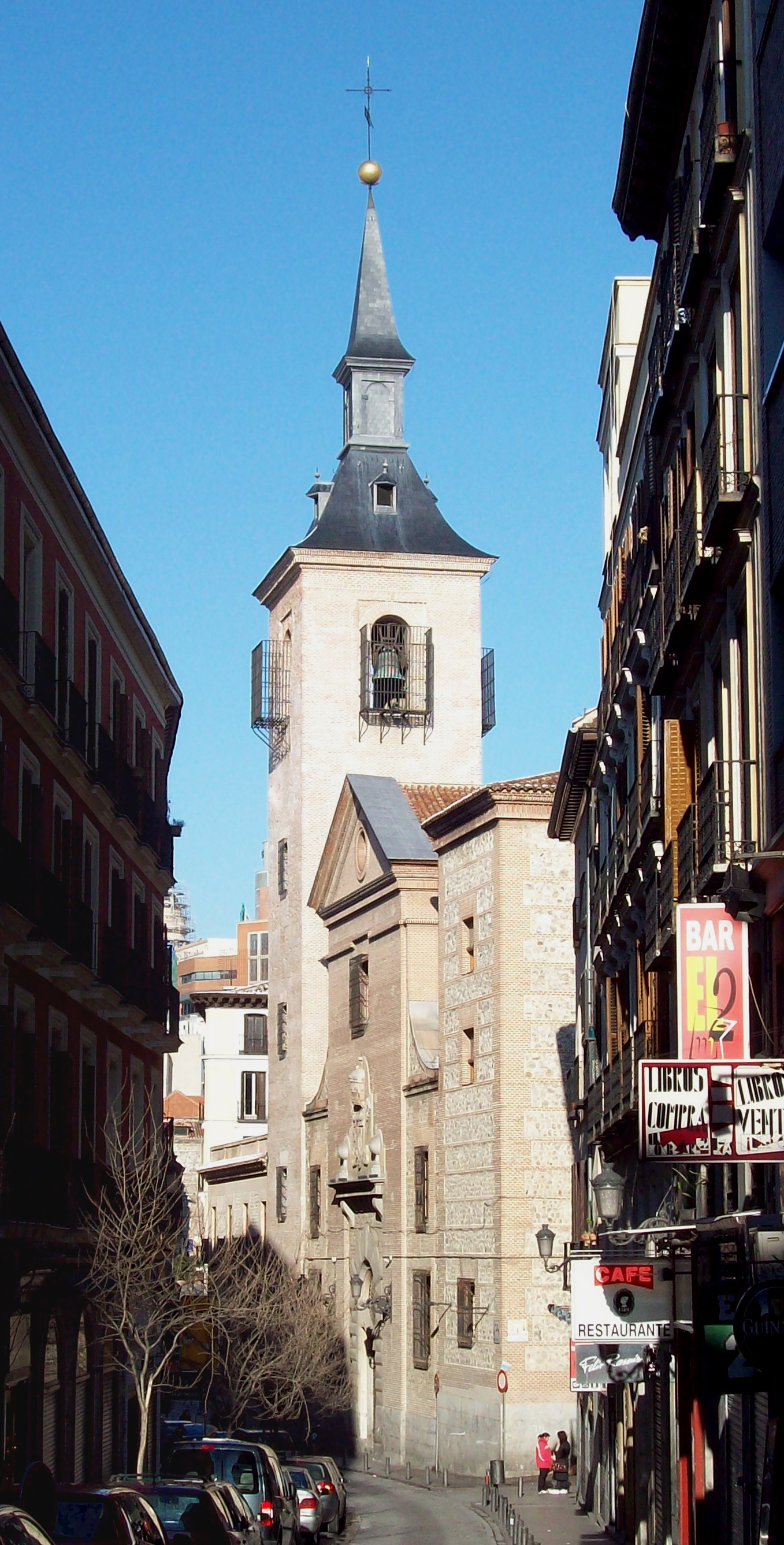
Típico chapitel madrileño de la Iglesia San Ginés, Madrid.

El chapitel madrileño es un tipo de chapitel cubierto en pizarra que fue desarrollado en el entorno de la provincia de Madrid (España) y zonas de influencia de la meseta sur y otras, entre los siglos XVI y XVIII. 

## Historia
Su introducción en España se produce por Felipe II y fue un tipo de elemento arquitectónico característico del Madrid de los Austrias hasta su ocaso a partir de mediados del siglo XVIII.
Los primeros chapiteles aparecen construidos de armadura de madera y generalmente cubiertos de piedra pizarra o metal. Se les relaciona estilísticamente con los chapiteles del Centro de Europa (Países Bajos, Austria, Flandes y otros).
En el siglo XX se produce una corriente historicista que trata de emular el estilo arquitectónico del Imperio Español y se inspiran en el estilo herreriano propio del Monasterio de El Escorial, con sus torres coronadas por chapiteles.

## Descripción
Generalmente se compone de torre cuadrangular en su base, sobre ella una armadura cónica o piramidal de madera con cubierta de pizarra o metal con buhardillas dirigidas hacia los cuatro puntos cardinales. En el ángulo de la pirámide principal o faldón se sitúa la linterna o templete y sobre ella una pirámide alargada cuadrangular, a veces octogonal, sobre la cual se colocan la bola o esfera metálica, la veleta o dispositivo giratorio y por último la cruz de metal, como frecuentes decoraciones.
La altura proporcional del chapitel madrileño respecto de la dimensión total de la torre, es generalmente de una tercera parte de su altura total o a veces mayor, con lo cual, se consigue un efecto de notable verticalidad y percepción de elevación, más aún vista a la distancia.

## Ejemplos de chapiteles madrileños
Entre las edificaciones rematadas con chapitel en Madrid capital se encuentran edificios tan importantes como:
- Casa de la Panadería: Situada en el centro del lado norte de la Plaza Mayor. Su construcción se remonta al año 1590, habiendo sido rematada en 1619. Con cuatro alturas y planta baja porticada, remata su cubierta en un chapitel en cada uno de sus laterales.

- Casa de la Villa: Esta edificación situada en la Plaza de la Villa, ha sido desde su inauguración en 1693 hasta el año 2007 sede de la Alcaldía de Madrid, limitándose en la actualidad su uso a eventos oficiales y recepciones. La sobria construcción barroca con muros de ladrillo y un gran zócalo de granito está rematada en la cubierta por torres chapiteles en las esquinas.

- Iglesia de San Nicolás de Bari: Es uno de los templos más antiguos de la ciudad, ya citado en el Fuero de Madrid del año 1202, fue declarado Monumento Nacional en 1947 por su torre mudéjar del siglo XII, la construcción más antigua de la ciudad, de planta cuadrangular estructurada en tres cuerpos está rematada por un campanario y un chapitel herreriano del siglo XVII.

- Cuartel General del Ejército del Aire y del Espacio: Construido en Moncloa entre 1943 y 1958 en un estilo historicista neoherreriano que recuerda al Monasterio de El Escorial. Posee 4 chapiteles de estilo madrileño en cada extremo del edificio, coronando los torreones que lo bordean.[4]

Ejemplos en otras localidades: 
- Monasterio de El Escorial: Ubicado en San Lorenzo de El Escorial (Comunidad de Madrid) es un complejo del siglo XVI que incluye un palacio real, una basílica, un panteón, una biblioteca, un colegio y un monasterio. Sus cuatro torres de los extremos están rematadas con chapiteles madrileños, siendo precursores de muchos otros edificios construidos desde entonces.

- Iglesia de Santa María la Mayor: Situada en Colmenar de Oreja (Comunidad de Madrid), su torre está rematada con un chapitel de pizarra, incluido al templo en el siglo XVI.

- Alcázar de Toledo: En la ciudad de Toledo en la parte más alta, se ubica una gran fortificación de carácter civil y militar de forma cuadrangular de 60 metros de lado, enmarcada con cuatro grandes torres de 60 metros de altura, cada una coronada por el típico chapitel madrileño de pizarra.

- Palacio ducal de Lerma, en la actual provincia de Burgos. Obra de estilo herreriano del siglo XVII, empezó a construirse en 1601 por encargo de Francisco de Sandoval y Rojas, I duque de Lerma. Su arquitecto fue Francisco de Mora. Tiene cuatro torres angulares coronadas, tras su restauración en el XX, por chapiteles de pizarra.